# 하츠네 미노리
하츠네 미노리(일본어: 初音 みのり 하쓰네 미노리[*], 1987년 12월 10일~)는 일본의 AV 배우이다.

## 프로필
| 하츠네 미노리 | 하츠네 미노리          |
| ------------- | ---------------------- |
| 생년월일      | 1987년 12월 10일       |
| 출생지        | 일본 도야마현          |
| 키            | 158cm                  |
| 쓰리사이즈    | B89(H) - H58 - W85     |
| 혈액형        | A형                    |
| 취미 / 특기   | 영화감상, 쇼핑, 피아노 |